# Wilkasy (gromada)
Wilkasy – dawna gromada, czyli najmniejsza jednostka podziału terytorialnego Polskiej Rzeczypospolitej Ludowej w latach 1954–1972.
Gromady, z gromadzkimi radami narodowymi (GRN) jako organami władzy najniższego stopnia na wsi, funkcjonowały od reformy reorganizującej administrację wiejską przeprowadzonej jesienią 1954 do momentu ich zniesienia z dniem 1 stycznia 1973, tym samym wypierając organizację gminną w latach 1954–1972.
Gromadę Wilkasy z siedzibą GRN w Wilkasach utworzono – jako jedną z 8759 gromad na obszarze Polski – w powiecie giżyckim w woj. olsztyńskim na mocy uchwały nr 13 WRN w Olsztynie z dnia 4 października 1954. W skład jednostki wszedł obszar dotychczasowej gromady Wilkasy ze zniesionej gminy Giżycko, obszary dotychczasowych gromad Szczybały Giżyckie, Wronka i Wrony ze zniesionej gminy Sterławki Wielkie oraz obszary dotychczasowych gromad Bogaczewo i Kozin ze zniesionej gminy Ryn w tymże powiecie. Dla gromady ustalono 20 członków gromadzkiej rady narodowej.
31 grudnia 1961 do gromady Wilkasy włączono wieś Skop ze zniesionej gromady Stara Rudówka w tymże powiecie.
31 grudnia 1967 z gromady Wilkasy  wyłączono trzy części obszaru PGL nadleśnictwo Kętrzyn (13 + 3 + 2 ha), włączając je do gromady Giżycko, oraz część obszaru wsi Rudówka i część obszaru PGR Monetki (razem 42 ha), włączając je do gromady Ryn – w tymże powiecie; do gromady Wilkasy włączono natomiast część obszaru PGR Kalinowo (156 ha) i część obszaru wsi Sterławki Wielkie (3 ha) z gromady Giżycko, oraz część obszaru PGL nadleśnictwo Ryn (29 ha) z gromady Ryn w tymże powiecie.
22 grudnia 1971 do gromady Wilkasy włączono miejscowości Srebrna Góra i Sterławki Małe ze zniesionej gromady Sterławki Wielkie w tymże powiecie.
31 grudnia 1971 do gromady Wilkasy włączono wieś Prażmowo z gromady Ryn w tymże powiecie.
Gromada przetrwała do końca 1972 roku, czyli do kolejnej reformy gminnej.